# Зашквара, Владимир Васильевич
Владимир Васильевич Зашквара (20 февраля 1928, Днепропетровск, Днепропетровская область, УССР, СССР — 8 сентября 1996, Алматы, Казахстан) — советский и казахстанский учёный, доктор физико-математических наук (1977), профессор (1985). Лауреат Государственной премии Казахстана (1992).

## Биография
Родился в семье коксохимика Василия Зашквары.
Окончил Харьковский государственный университет имени Горького (1952).
В 1963—1992 годах работал в Институте ядерной физики АН Казахстана, в 1992—1996 годах — заведующий лабораторией Физико-технического института АН Казахстана.
В 1964 году в Харьковском госуниверситете защитил кандидатскую диссертацию на тему «Об одном методе уменьшения аберраций в секторных электростатических анализаторах», а через 10 лет там же — докторскую диссертацию на тему «Электростатический энергоанализатор типа цилиндрического зеркала и применение его в некоторых исследованиях».
Основные научные труды посвящены исследованиям в области физической электроники (электронная оптика энергоанализирующих систем на основе электростатических зеркал цилиндрического и сферического типа, электронная спектроскопия поверхности твёрдого тела, разработка спектрометров). Лауреат Государственной премии Казахстана (1992).
Сочинения: «Фокусировка пучка быстрых заряженных частиц в электростатическом зеркале с цилиндрическим полем», журнал «Техническая физика», т. 38, в. 1, 1968.